# Джи Кю
„Джи Кю“ (или в пълното му име: Gentelman's Quarterly (GQ) е американско списание за мъже, фокусирано върху стил, мода и култура за мъже, както и на различни теми като храна, кино, фитнес, секс и връзки, туризъм, спорт, технологии и книги.
Списанието стартира през 1957 г. в САЩ под името Apperal Arts.
От 2003 г. редакторът на списанието е Джим Нелсън. Към 2013 г. тиражът му е приблизително 930 000 копия.